# Welcome Back巡迴演唱會
Welcome Back巡迴演唱會是韩国女子组合2NE1进行的第四场巡回演唱会。此次巡演是为了纪念乐队成立 15 周年而举办的，也是继 2014 年All or Nothing世界巡迴演唱會之后，该乐队十年来的首次领衔巡回演唱会。它于2024年10月在韩国首尔开始世界巡回。

## 生产

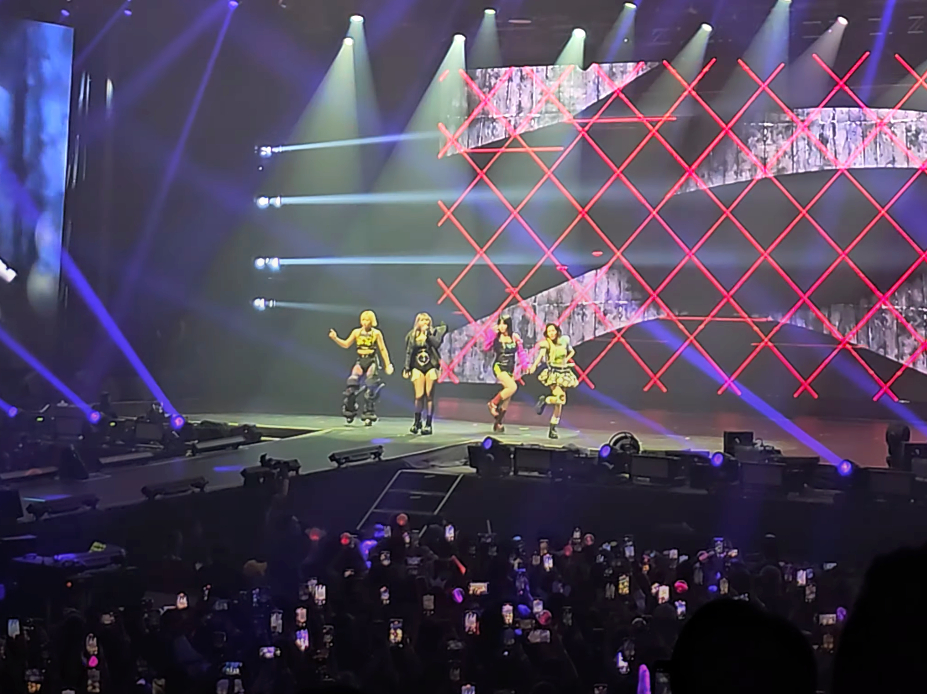
2NE1 在马尼拉表演《Can't Nobody》

2NE1 旨在通过原创形式演绎歌曲，在“欢迎回归巡演”中捕捉她们经典声音的精髓。组合队长 CL 表示，这次巡演与以往形成了鲜明对比，以前的巡演经常会重新编排歌曲或舞蹈。此外，四重奏组还积极参与了音乐会的筹备工作，从曲目单、舞台设计、舞蹈编排到服装等各方面，力求为观众带来最佳体验。
BABYMONSTER在首爾的第二場和第三場演出，以及東京的第一場演出中作為嘉賓登場。
而马来西亚吉隆坡场是2NE1巡演中唯一一场在户外体育场开唱。

## 商业表现

### 普通出售
首爾演唱會的門票需求導致超過40萬人爭相搶購僅能容納3,000至4,000座位的場地票，最終導致伺服器癱瘓。因此，增加了一場 10 月 4 日的額外演唱會，並釋出了所有三個日期的額外受限視角座位。在日本的最初四場演出在一天內售罄，因此增加了兩場額外演出。超過 10 萬用戶排隊購買雅加達演唱會的門票，而超過 20 萬用戶排隊購買新加坡演唱會的門票，導致兩場演出都售罄。兩個城市都增加了第二場演出。
馬尼拉演唱會的公開售票虛擬排隊在第一天記錄了超過20萬名用戶，在第二天達到了35萬名用戶，結果兩個日期的門票都立即售罄。10月11日，YG Entertainment 宣布日本站的所有演出都售罄。台灣場次的預售剛結束，就增加了一場額外演出。據報導，台灣的 18,000 張門票在 90 秒內售罄。在澳門，超過 30 萬用戶試圖購買門票，所有門票都已售罄。
他们在首尔的演唱会吸引了众多韩国流行音乐艺人参加，其中包括NewJeans 、Winner 、 G-Dragon 、 Daesung 、 Blackpink的Jennie 、 Aespa的Winter 、 BoyNextDoor 、姜丹尼尔、 Stray Kids 、 iKon和The Boyz成员、郑容和以及Shinee的Key ； Ross Butler 、 Rowoon 、李准、李洙赫和Lomon等演员；严正花、尹道贤等资深歌手；以及卢弘哲和全炫茂等艺人 。 
回顧此次巡演，總票房成績為4400万美元。 

## 表演清单
1. Intro
2. Fire
3. Clap Your Hands
4. Can't Nobody
5. Do You Love Me
6. Falling in Love
7. I Don't Care
8. The Baddest Female
9. MTBD
10. Missing You
11. It Hurts (Slow)
12. If I Were You
13. Lonely
14. I Love You
15. Ugly
16. Gotta Be You
17. Come Back Home
18. I Am the Best
19. Go Away

安可舞台
1. Happy
2. In the Club
3. Crush / I Don't Care / Ugly / Go Away / Can't Nobody

## 巡演日期
| 日期           | 城市     | 国家／地区 | 演出场地                         | 观赏人数 |
| -------------- | -------- | ---------- | -------------------------------- | -------- |
| 2024年10月4日  | 首尔     |            | 首尔奥林匹克公园奥林匹克大厅     | 12,000   |
| 2024年10月5日  | 首尔     |            | 首尔奥林匹克公园奥林匹克大厅     | 12,000   |
| 2024年10月6日  | 首尔     |            | 首尔奥林匹克公园奥林匹克大厅     | 12,000   |
| 2024年11月16日 | 马尼拉   | 菲律賓     | 亞洲購物中心體育館               | 140,000  |
| 2024年11月17日 | 马尼拉   | 菲律賓     | 亞洲購物中心體育館               | 140,000  |
| 2024年11月22日 | 雅加达   | 印度尼西亞 | Beach City International Stadium | 140,000  |
| 2024年11月23日 | 雅加达   | 印度尼西亞 | Beach City International Stadium | 140,000  |
| 2024年11月29日 | 神户     | 日本       | 世界紀念館                       | 140,000  |
| 2024年11月30日 | 神户     | 日本       | 世界紀念館                       | 140,000  |
| 2024年11月22日 | 神户     | 日本       | 世界紀念館                       | 140,000  |
| 2024年12月8日  | 香港     | 香港       | 亞洲國際博覽館                   | 140,000  |
| 2024年12月13日 | 東京     | 日本       | 有明體育館                       | 140,000  |
| 2024年12月14日 | 東京     | 日本       | 有明體育館                       | 140,000  |
| 2024年12月15日 | 東京     | 日本       | 有明體育館                       | 140,000  |
| 2024年12月21日 | 新加坡   | 新加坡     | 新加坡室内体育馆                 | 17,000   |
| 2024年12月22日 | 新加坡   | 新加坡     | 新加坡室内体育馆                 | 17,000   |
| 2025年1月25日  | 曼谷     | 泰國       | Impact展览中心5–6                | —        |
| 2025年1月26日  | 曼谷     | 泰國       | Impact展览中心5–6                | —        |
| 2025年2月1日   | 吉隆坡   | 马来西亚   | 馬來西亞國家曲棍球場             | 13,000   |
| 2025年2月8日   | 桃園     | 臺灣       | 國立體育大學綜合體育館           | 18,000   |
| 2025年2月9日   | 桃園     | 臺灣       | 國立體育大學綜合體育館           | 18,000   |
| 2025年2月15日  | 胡志明市 | 越南       | 西貢展覽會議中心                 | 16,000   |
| 2025年2月16日  | 胡志明市 | 越南       | 西貢展覽會議中心                 | 16,000   |
| 2025年2月22日  | 澳門     | 澳門       | 威尼斯人综艺馆                   | 18,000   |
| 2025年2月23日  | 澳門     | 澳門       | 威尼斯人综艺馆                   | 18,000   |
| 2025年4月12日  | 首尔     |            | 奥林匹克体操竞技场               | 22,000   |
| 2025年4月13日  | 首尔     |            | 奥林匹克体操竞技场               | 22,000   |
| 全部           | 全部     | 全部       | 全部                             | 256,000  |